# Winfried Fockenberg
Winfried Fockenberg (* 15. Januar 1945 in Bottrop-Kirchhellen; † 2. Mai 2024 ebenda) war ein deutscher Jurist und Politiker (CDU).

## Leben und Beruf
Nach dem Abitur 1966 studierte Fockenberg Rechtswissenschaften und absolvierte anschließend ein Referendariat beim Bundesvorstand der BDKJ. Er war langjähriger Diözesansekretär der Katholischen Arbeitnehmer-Bewegung (KAB) im Bistum Essen und Vorsitzender des Weltnotwerks der KAB.

## Partei
Fockenberg war ab 1965 Mitglied der CDU.

## Abgeordneter
Fockenberg wurde 1976 in den Rat der Stadt Bottrop gewählt. Er zog 1990 über die Landesliste Nordrhein-Westfalen in den Deutschen Bundestag ein und vertrat im Parlament seinen Heimatwahlkreis Bottrop / Gladbeck. Bei der Bonn-Berlin-Abstimmung stimmte er für den Verbleib der Bundesregierung in Bonn. 1994 schied er aus dem Bundestag aus.

## Öffentliche Ämter
Winfried Fockenberg amtierte von 1976 bis 1991 als Bürgermeister der Stadt Bottrop.